# Campeonato Sergipano de Futebol de 1989
O Campeonato Sergipano de Futebol de 1989 foi a 66º edição da divisão principal do campeonato estadual de Sergipe. O campeão foi o Sergipe que conquistou seu 23º título na história da competição. O artilheiro do campeonato foi Celso Mendes, jogador do Sergipe, com 10 gols marcados.

## Premiação
| Campeonato Sergipano de 1989 |
| Aracaju                      |
| ---------------------------- |
| Sergipe Campeão (23º título) |